# استیت لاین (شهرستان فرانکلین، پنسیلوانیا)
استیت لاین (به انگلیسی: State Line) یک منطقهٔ مسکونی در ایالات متحده آمریکا است که در شهرستان فرانکلین، پنسیلوانیا واقع شده‌است. استیت لاین ۲٬۷۰۹ نفر جمعیت دارد و ۲۱۶٫۴۱ متر بالاتر از سطح دریا واقع شده‌است.